# Lasioglossum sublautum
Lasioglossum sublautum är en biart som först beskrevs av Cockerell 1942.  Lasioglossum sublautum ingår i släktet smalbin, och familjen vägbin. Inga underarter finns listade i Catalogue of Life.